# 天福 (后晋)
天福（936年十一月—944年7月23日）是后晋高祖石敬瑭开始使用的年号。天福七年（942年）六月后晋出帝石重贵即位沿用到944年，前后共计9年。
后晋灭亡后，劉知遠建立后汉，沿用天福年号（947年二月—948年正月）。吳越世宗錢元瓘和成宗钱弘佐，楚文昭王馬希範、荆南文獻王高從誨（936年十一月—944年六月）也用此年号。之後吳越忠遜王錢弘倧，荆南文獻王高從誨、楚废王馬希廣（四月）再用此年号（947年）。944年，朱文进為閩王，用此年號，稱「天福九年」（三月至閏十二月）。945年，闽卓俨明称帝时，也用此年号，称“天福十年”（三月至五月）。

## 改元
- 長興七年——十一月十四日，改元為天福元年。[6][7][8]
- 天福九年——七月初一·辛未（944年7月23日），改元為開運元年。[9][10][11]
- 開運四年——二月十五日，改元為天福十二年。[12][13][14]
- 天福十三年——正月五日，改元為乾祐元年。[15][16][17]

## 大事記
- 天福元年——十一月十二日，石敬瑭繼位為皇帝，建立後晉。[8]
- 天福七年——六月三十日，後晉高祖去世，少帝石重贵繼位。[18][10]
- 天福十年——三月初三·己亥（945年4月17日），卓俨明在福州称帝，称天福十年，用至五月廿二·丁巳（945年7月4日）卓俨明被杀。[5]。
- 天福十二年——二月十五日，後漢高祖劉知遠稱帝，建立後漢。

## 纪年對照表

### 後晉
| 天福 | 元年  | 二年  | 三年  | 四年  | 五年  | 六年  | 七年  | 八年  | 九年  |
| ---- | ----- | ----- | ----- | ----- | ----- | ----- | ----- | ----- | ----- |
| 公元 | 936年 | 937年 | 938年 | 939年 | 940年 | 941年 | 942年 | 943年 | 944年 |
| 干支 | 丙申  | 丁酉  | 戊戌  | 己亥  | 庚子  | 辛丑  | 壬寅  | 癸卯  | 甲辰  |

### 卓俨明
| 天福 | 十年  |
| ---- | ----- |
| 公元 | 945年 |
| 干支 | 乙巳  |

### 後漢
| 天福 | 十二年 | 十三年 |
| ---- | ------ | ------ |
| 公元 | 947年  | 948年  |
| 干支 | 丁未   | 戊申   |

## 同期存在的其他政权年号
- 中國
  - 天祚（935年－937年）：吳—楊溥之年號
  - 昇元（937年－943年）：南唐—李昪之年號
  - 保大（943年－957年）：南唐—李璟之年號
  - 通文（936年－939年）：閩—王繼鵬之年號
  - 永隆（939年－943年）：閩—王延羲之年號
  - 天德（943年－945年）：殷—王延政之年號
  - 大有（928年－942年）：南漢—劉龑之年號
  - 光天（942年－943年）：南漢—劉玢之年號
  - 應乾（943年）：南漢—劉晟之年號
  - 乾和（943年－958年）：南漢—劉晟之年號
  - 永樂（942年－943年）：南漢時期—張遇賢之年號
  - 明德（934年－937年）：後蜀—孟知祥之年號
  - 广政（938年－965年）：後蜀—孟昶之年號
  - 大明（931年－937年）：大義寧—楊干真之年號
  - 文德（938年－944年）：大理—段思平之年號
  - 文經（945年）：大理—段思英之年號
  - 至治（946年－951年）：大理—段思良之年號
  - 天顯（926年－938年）：契丹—耶律阿保機、耶律德光之年號
  - 會同（938年－947年）：契丹—耶律德光之年號
  - 大同（947年）：遼—耶律德光之年號
  - 天祿（947年－951年）：遼—遼世宗耶律阮之年號
  - 甘露（926年－936年）：東丹—耶律倍之年號
  - 同慶（912年－966年）：于闐—尉遲烏僧波之年號
- 日本
  - 承平（931年－938年）：朱雀天皇之年号
  - 天慶（938年－947年）：朱雀天皇、村上天皇之年号
  - 天曆（947年－957年）：村上天皇之年号

## 深入閱讀
- 李崇智. . 北京: 中華書局. 2004年12月. ISBN 7101025129.
- 鄧洪波. . 臺北: 國立臺灣大學東亞經典與文化研究計劃. 2005年3月  [2022-01-03]. ISBN 9789860005189. （原始内容 (pdf)存档于2007-08-25）.

## 參看
- 中國年號索引
- 其他政权使用的天福年号

| 前一年號： 后唐：清泰 | 后晋年号 | 下一年號： 开运 |

| 前一年號： 石敬瑭：长兴 | 后晋年号 | 下一年號： 开运 |

| 前一年號： 后晋：开运 | 后汉年号 | 下一年號： 乾祐 |

| 前一年號： 清泰 | 吴越、马楚、荆南年号 | 下一年號： 开运 |

| 前一年號： 开运 | 马楚、荆南年号 | 下一年號： 乾祐 |

| 前一年號： 會同 | 吳越年號 | 下一年號： 乾祐 |

| 前一年號： 永隆 | 闽年号 | 下一年號： 天德 |

| 前一年號： 天德 | 闽年号 | 下一年號： 保大 |